# Pompka wodna
Pompka wodna – rodzaj małej pompy próżniowej stosowanej w laboratoriach.
Elementem wytwarzającym podciśnienie jest zwężka Venturiego zasilana wodą np. wodociągową. Do zasilania pompki może być też użyta woda w obiegu zamkniętym napędzanym dodatkową pompą np. mechaniczną. Wykonywana jest z metali, tworzyw sztucznych lub szkła. Za pomocą pompek wodnych osiąga się próżnię rzędu kilkudziesięciu Tr, gdyż podciśnienie możliwe do uzyskania jest ograniczone prężnością pary wodnej w temperaturze jej pracy (np. 24 Tr w 25 °C).
Podobnie działa pompa "smoczek" i skraplacz strumienicowy, w których medium porywającym gaz jest para wodna.

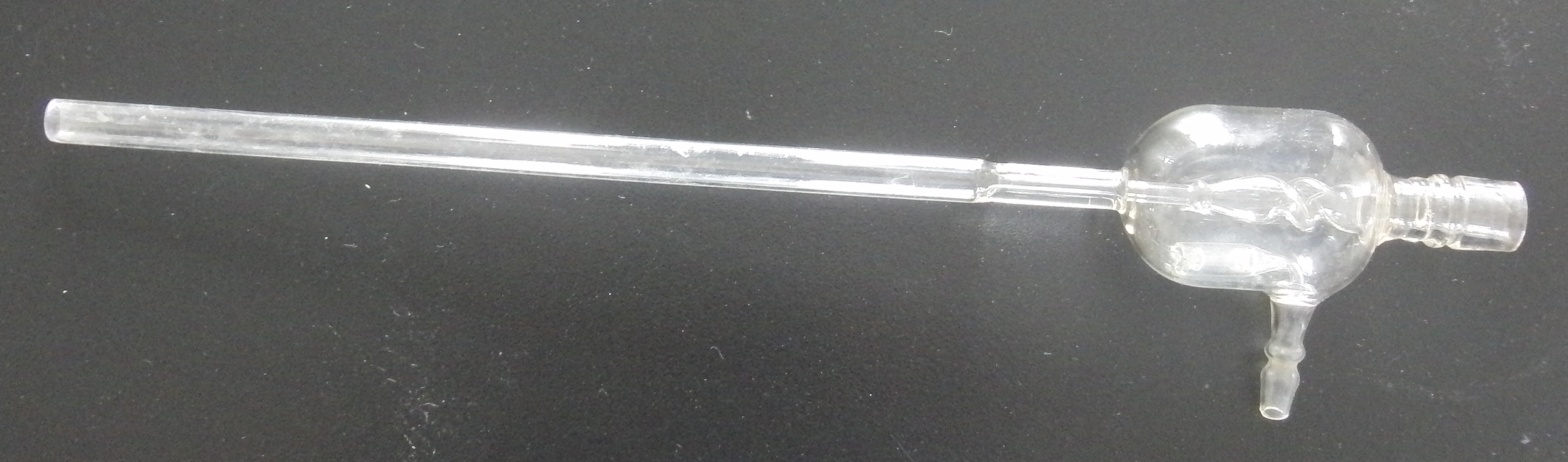
Szklana pompka laboratoryjna